# Santiurde de Toranzo
Santiurde de Toranzo is een gemeente in de Spaanse provincie Cantabrië in de regio Cantabrië met een oppervlakte van 37 km². Santiurde de Toranzo telt 1.602 inwoners (1 januari 2016).

## Demografische ontwikkeling
Bron: INE; 1857-2011: volkstellingen